# Pīl Darreh
Pīl Darreh är en ort i Iran.   Den ligger i provinsen Gilan, i den norra delen av landet, 190 km nordväst om huvudstaden Teheran. Pīl Darreh ligger 182 meter över havet och antalet invånare är 313.
Terrängen runt Pīl Darreh är varierad. Runt Pīl Darreh är det ganska tätbefolkat, med 134 invånare per kvadratkilometer. Närmaste större samhälle är Langarud, 15,3 km norr om Pīl Darreh. Trakten runt Pīl Darreh består till största delen av jordbruksmark.